# Ekmel Totrakan
Ekmel Totrakan (* 1939 in Karşıyaka, Provinz Izmir) ist ein ehemaliger türkischer Vizeadmiral, der unter anderem zwischen 1990 und 1992 Oberkommandierender der Küstenwache (Türk Sahil Güvenlik Komutanlığı) war.

## Leben

### Ausbildung und Verwendung als Seeoffizier
Totrakan trat 1953 in die Seekadettenanstalt (Deniz Lisesi) ein und absolvierte nach dem Besuch zwischen 1958 und 1960 eine Offiziersausbildung an der Marineschule (Deniz Harp Okulu), die er 1960 als Leutnant zur See (Asteğmen) abschloss. Im Anschluss fand er Verwendung als Seeoffizier auf verschiedenen Schiffen sowie Kommandostellen der Marine (Türk Deniz Kuvvetleri) wie zum Beispiel an Bord der Bathurst-Klasse-Korvette Alanya, des M-Klasse-Zerstörers Alp Arslam, der Gölcük, der Bathurst-Klasse-Korvette Antalya, des Silas-Bent-Klasse-Vermessungsschiffes Çandarli (A-588) sowie der Ereğli, deren Erster Offizier er war. Im Anschluss war er zunächst Dozent an der Seekadettenanstalt sowie an der Marineschule, ehe er Zweiter Schiffsingenieur der Nusret war.
Totrakan absolvierte zwischen 1969 und 1971 einen Stabsoffizierslehrgang an der Marineakademie (Deniz Harp Akademisi). Anschließend folgten Verwendungen als Erster Offizier des Fletcher-Klasse-Zerstörers İzmit (D 342) sowie des Allen-M.-Sumner-Klasse-Zerstörers Zafer (D 356), ehe er Kommandant der Akhisar sowie zuletzt Kommandant des Robert-H.-Smith-Klasse-Zerstörer-Minenlegers Muavenet (DM 357) war. Danach wurde er 1975 ins NATO-Kommando der Alliierten Seestreitkräfte Südeuropa COMNAVSOUTH (Commander Naval Forces Southern Europe) in Nisida versetzt und fand dort bis 1977 Verwendung als Projektoffizier. Nach seiner Rückkehr in die Türkei war er zwischen 1977 und 1979 Fakultätsmitglied der Marineakademie sowie von 1979 bis 1981 Generalsekretär im Oberkommando der Marine. Nach einer darauf folgenden Verwendung zwischen 1981 und 1983 als Kommodore der 3. Zerstörer-Flottille (3. Muhrip Filotillası) fungierte er von 1983 bis 1984 als Kommandant der Hochschule und des Ausbildungszentrums der Marine (Denizcilik Yüksek Okulu ve Eğitim Merkezi).

### Aufstieg zum Vizeadmiral
Am 30. August 1984 wurde Totrakan zum Flottillenadmiral (Tuğamiral) befördert und übernahm den Posten als Befehlshaber der in Mersin stationierten Marineverbände im Mittelmeer (Akdeniz Bölge Komutanlığı). Diesen Posten bekleidete er bis zu seiner Ablösung durch Flottillenadmiral Çetin Ersarı 1985, woraufhin er selbst zwischen 1985 und 1986 Kommandant des Marinestützpunktes Gölcük (Gölcük Ana Üs Komutanlığı) war. Im Anschluss fungierte er von 1986 bis 1988 als Kommandant der Marineschule sowie zwischen 1988 und 1989 als Chef des Stabes des in Gölcük stationierten Flottenkommandos (Donanma Komutanlığı). Nach seiner Beförderung zum Konteradmiral (Tümamiral) am 30. August 1989 war er von 1989 bis 1990 Leiter der Abteilung Monitoring und Evaluierung im Oberkommando der Marine. Als Nachfolger von Konteradmiral Aydan Erol übernahm er am 13. August 1990 den Posten als Oberkommandierender der Küstenwache (Türk Sahil Güvenlik Komutanlığı) und bekleidete diese Funktion bis zu seiner Ablösung durch Konteradmiral Niyazi Ulusoy am 14. August 1992. Danach bekleidete er abermals als Nachfolger von Konteradmiral Aydan Erol zwischen dem 14. August 1992 und seiner Ablösung durch Konteradmiral Bülent Alpkaya am 30. August 1993 die Funktion als Kommodore des Kriegsschiffsgeschwaders (Harp Filosu Komutanlığı).
Totrakan wurde am 30. August 1993 zum Vizeadmiral (Koramiral) befördert und fungierte daraufhin von 1993 bis 1995 als Leiter der Abteilung Elektronische Kommunikations- und Informationstechniksysteme im Generalstab der Türkei. Zuletzt wurde er 1995 erneut Nachfolger von Vizeadmiral Aydan Erol als Oberbefehlshaber des Marinekommandos Süd (Güney Deniz Saha Komutanlığı) in Izmir, zu dem die Amphibienfahrzeugverbände in Foça, das Wartungs- und Ingenieurkommando Izmir, das Regionalkommando Mittelmeer sowie die Marinestützpunkte İskenderun und Aksaz gehören. Auf diesem Posten verblieb er bis zu seinem Ausscheiden aus dem aktiven Militärdienst 1997, woraufhin abermals Vizeadmiral Bülent Alpkaya sein Nachfolger wurde.
Ekmel Totrakan, der mit Öznur Totrakan verheiratet und Vater zweier Töchter und eines Sohnes ist, spricht neben Türkisch auch Englisch.